# Aich
Aich è un comune austriaco di 1 214 abitanti nel distretto di Liezen (subdistretto di Gröbming), in Stiria. Il 1º gennaio 2015 ha inglobato il comune soppresso di Gössenberg.